# Corrado da Palazzo

Stemma Palazzi

Corrado da Palazzo (Brescia, anni 1230 – Brescia, 1304 circa) è stato un politico e militare italiano, capo della fazione guelfa nella Brescia duecentesca.

## Biografia
Figlio di Giacomo, attestato nel 1206 come membro del Consiglio di credenza del Comune di Brescia, apparteneva a una famiglia nobile di parte guelfa, ben inserita in città ma con forti interessi anche nel contado (i possedimenti si concentravano particolarmente nel pievato di Cividate).
Dei suoi primi anni non si conosce pressoché nulla. Esponente della pars ecclesie e fedele a Carlo I d'Angiò, il 24 febbraio 1265, con Federico Lavellolongo e Inverardo Bornati, fu procuratore degli estrinseci bresciani che, riunitisi a Milano, fondarono una lega con questa città, la famiglia della Torre, Azzo VII d'Este, il conte di Verona e i Comuni di Mantova e Ferrara. L'alleanza aveva lo scopo di propugnare l'intervento militare di re Carlo in Italia e venne confermata l'indomani con un solenne giuramento, durante il quale Corrado venne definito «sindaco e procuratore» dei fuoriusciti bresciani.

Brescia, Torre Palazzi o torre d'Ercole

Mantenne la stessa carica quando, il 27 marzo 1265, stipulò assieme ad altre personalità legate all'Angiò una «perpetuam amicitiam» con cui i fuoriusciti bresciani avrebbero favorito il passaggio del re in Lombardia in cambio dell'aiuto nella ripresa della loro città. Probabilmente partecipò ai successivi eventi militari e il 22 febbraio 1266 (o addirittura all'indomani della sollevazione del 30 gennaio) era tornato a Brescia con gli altri concittadini guelfi. Coerentemente con la sua politica, il 22 maggio 1270 firmò la dedizione della città a Carlo d'Angiò.
Nel periodo successivo partecipò alla guerra che oppose la sua parte agli espulsi ghibellini e quindi alle trattative di pace organizzate da papa Gregorio X che videro la conclusione di un accordo nell'ottobre 1272 a Coccaglio.
Nel 1276 venne nominato podestà a Firenze e vicario di Carlo d'Angiò. Durante questo periodo avvenne il processo patrimoniale tra la famiglia Alighieri e la chiesa di San Martino che si concluse con la sentenza del giudice Matteo «d. Curradi de Palazzo, regii vicari in regimine Florentiae»; questo spiegherebbe perché Dante avesse un giudizio positivo di Corrado, tanto da citarlo nel sedicesimo canto del Purgatorio come uno dei tre vecchi (gli altri erano Gherardo III da Camino e Guido da Castello) rappresentanti di quella Lombardia in cui «solea valore e cortesia trovarsi / prima che Federigo avesse briga». Terminato il mandato, il 15 dicembre 1276, successe a Giovanni da Pescarolo nella carica di capitano della Massa dei Guelfi.
Concluso anche questo incarico, verosimilmente tornò a Brescia per potenziare il partito filoangioino, ma non recise i legami con la Toscana. Non è un caso, dunque, se nel primo semestre del 1279 fosse stato nominato podestà di Siena; durante il mandato venne conclusa la pace con Firenze e la città fu colpita da un grave incendio.
Tra il 1283 e il 1284, nuovamente a Brescia, fu impegnato nella riconquista di alcuni centri gardesani (Limone, Tremosine, Tignale), occupati tempo addietro dal vescovo di Trento.
Il 6 giugno 1287, divenuto capitano del Popolo di Milano, firmò la nomina del procuratore per la conclusione di un accordo con Amedeo V di Savoia. L'8 giugno prese parte alla ratifica dell'alleanza e il 22 giugno partecipò al giuramento.
Ritornato in patria, represse la rivolta della Valcamonica grazie all'aiuto dei Visconti. Nel 1289 fu nominato podestà di Piacenza, facilitando l'ascesa di Alberto Scotti alla signoria della città e la sconfitta della parte ghibellina capitanata dai Landi.
Dopo questo evento di lui non si hanno notizie. Stando al racconto dantesco, doveva essere ancora vivo nel 1300.